# هاسی تاکانو
هاسی تاکانو (انگلیسی: Hassei Takano; ۹ ژانویهٔ ۱۹۷۸ – ) بازیگر اهل ژاپن بود. وی از سال ۱۹۸۹ میلادی تاکنون مشغول فعالیت بوده‌است.